# Exército de Terra Francês

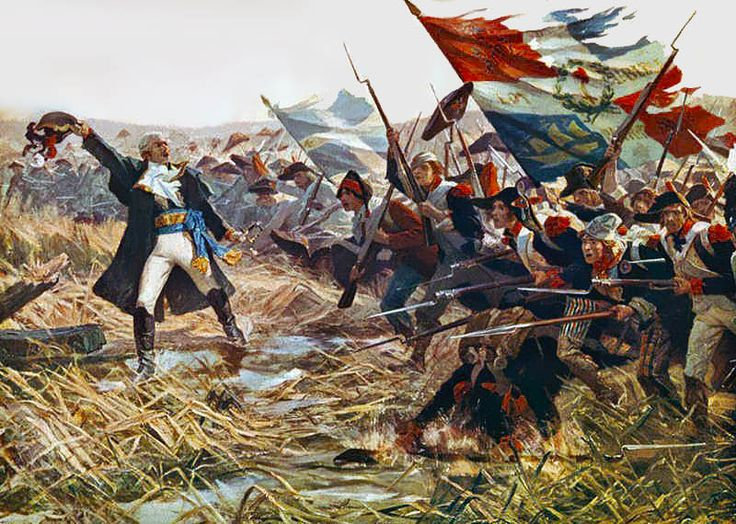
O exército francês na época da Revolução Francesa.

O Exército de Terra (em francês: Armée de terre), é a componente terrestre das Forças armadas da França, sendo também a maior. Como em 2007, o exército emprega 118 000 soldados regulares, 23 000 reservistas. Todos os soldados são agora, considerados profissionais, seguindo a suspensão da conscrição na França de 1996. As forças armadas francesas foram pioneiras em fazer a conscrição durante a Revolução Francesa, onde esta mentalidade se mostrou mais barata e eficiente para o Estado do que as forças mercenárias.
O exército francês, após a Revolução Francesa, geralmente é composto por uma força mista de conscritos e voluntários profissionais. Agora é considerada uma força profissional, já que o Parlamento francês suspendeu o recrutamento de soldados. O Exército é comandado pelo Chefe do Estado-Maior do Exército Francês (CEMAT), que é subordinado do Chefe do Estado-Maior da Defesa (CEMA), que comanda unidades de serviço ativo do Exército e, por sua vez, é responsável perante o Presidente da França .  A CEMAT também responde diretamente ao Ministério das Forças Armadas pela administração, preparação e equipamento.

## Organização
O exército é dividido em diferentes armas. Estas armas retêm ambos os valores simbólicos e administrativos. São constituídos de:
- Caçadores Alpinos
- Legião Estrangeira (Légion étrangère)
- Marines
- Aviação Leve do Exército Francês (ALAT - Aviation Légére de l'Armée de Terre)
- Engenharia (Génie), onde se inclui:
  - Brigada de Sapeurs-Pompiers de Paris

## Fotos

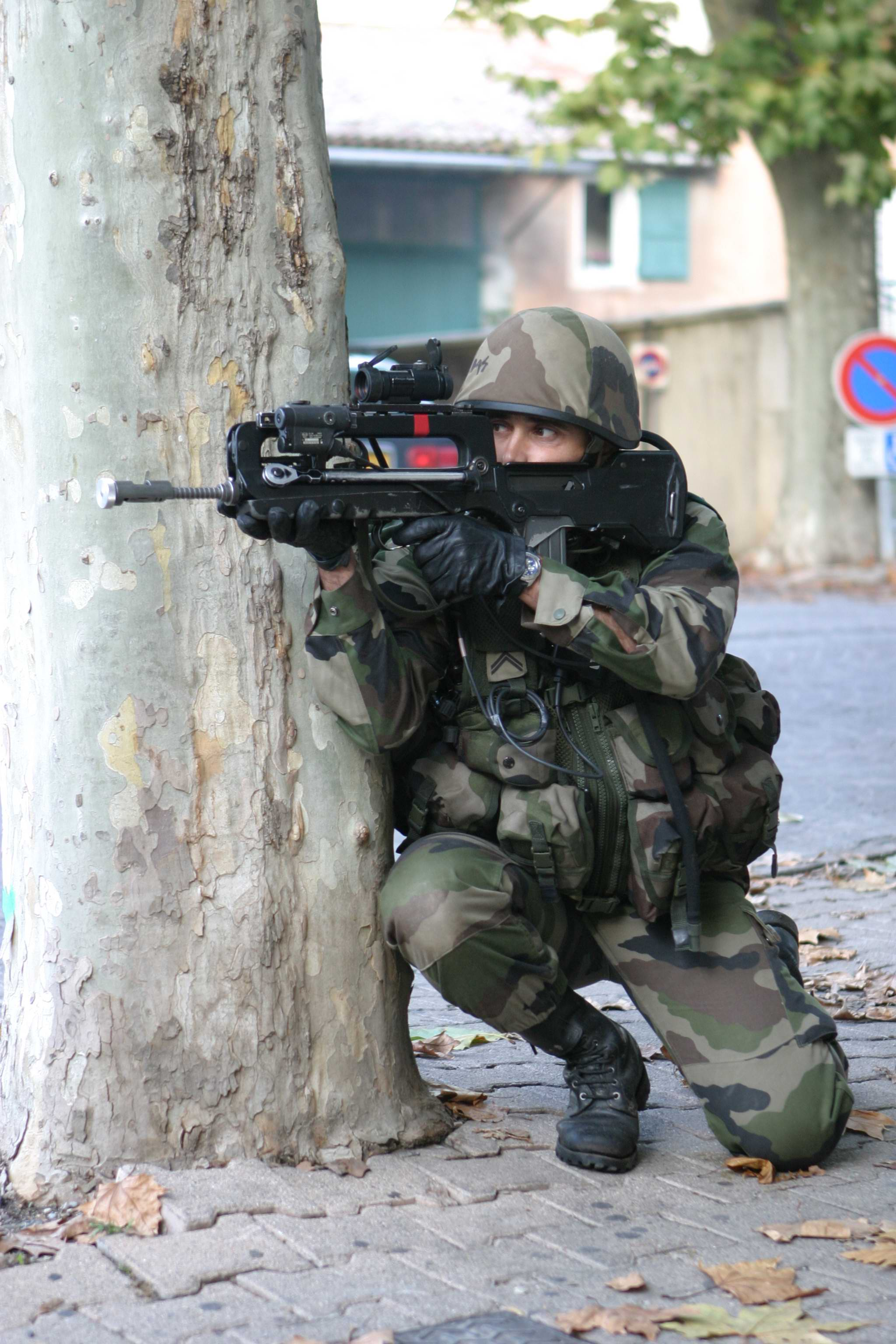
Um soldado francês com seu fuzil FAMAS.
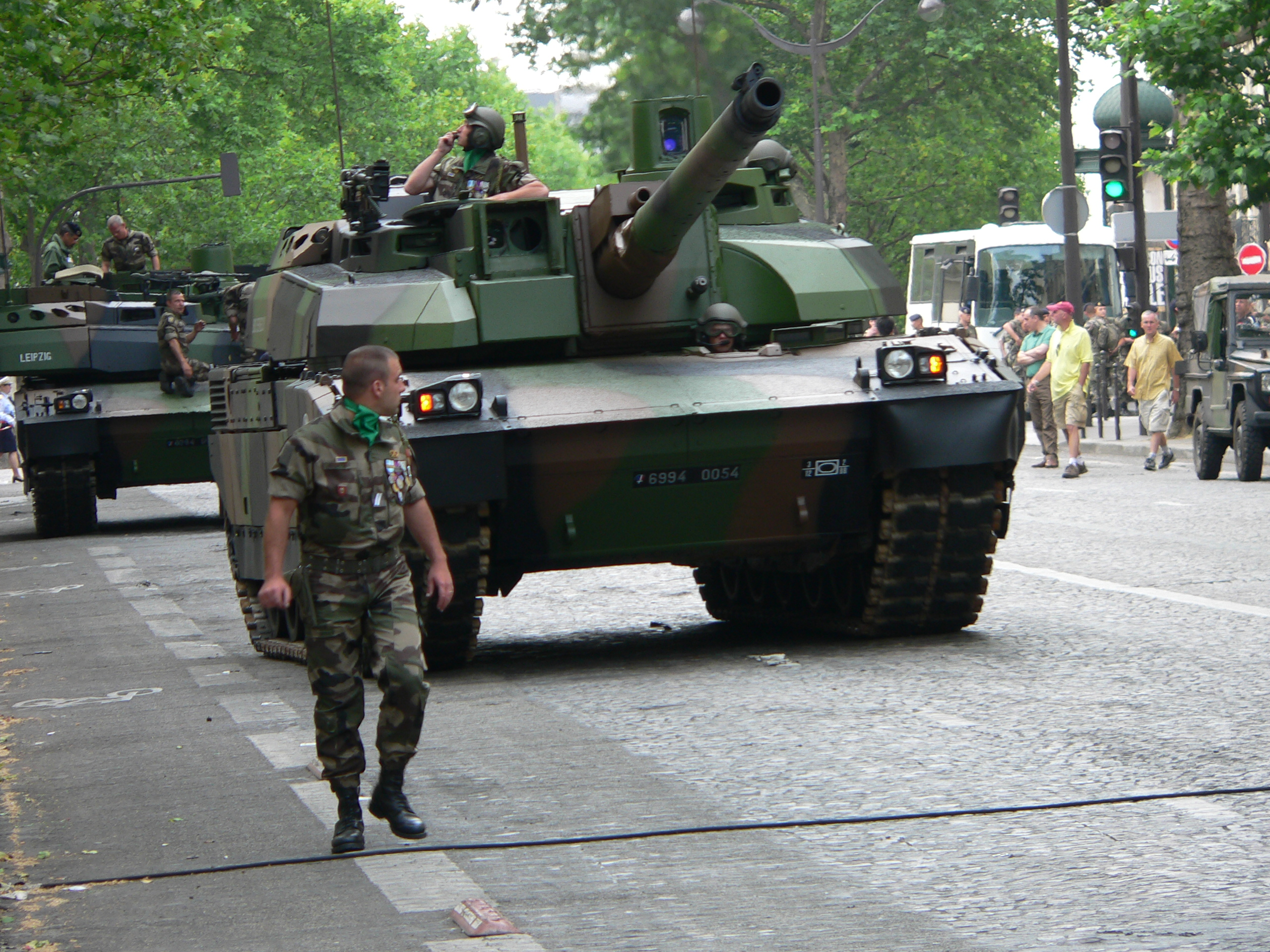
Um carro de combate francês AMX-56.
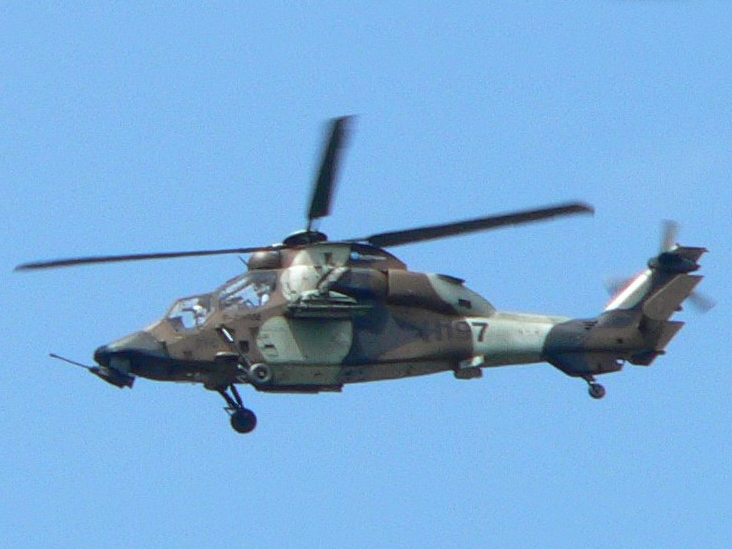
Um helicóptero de ataque Tiger.
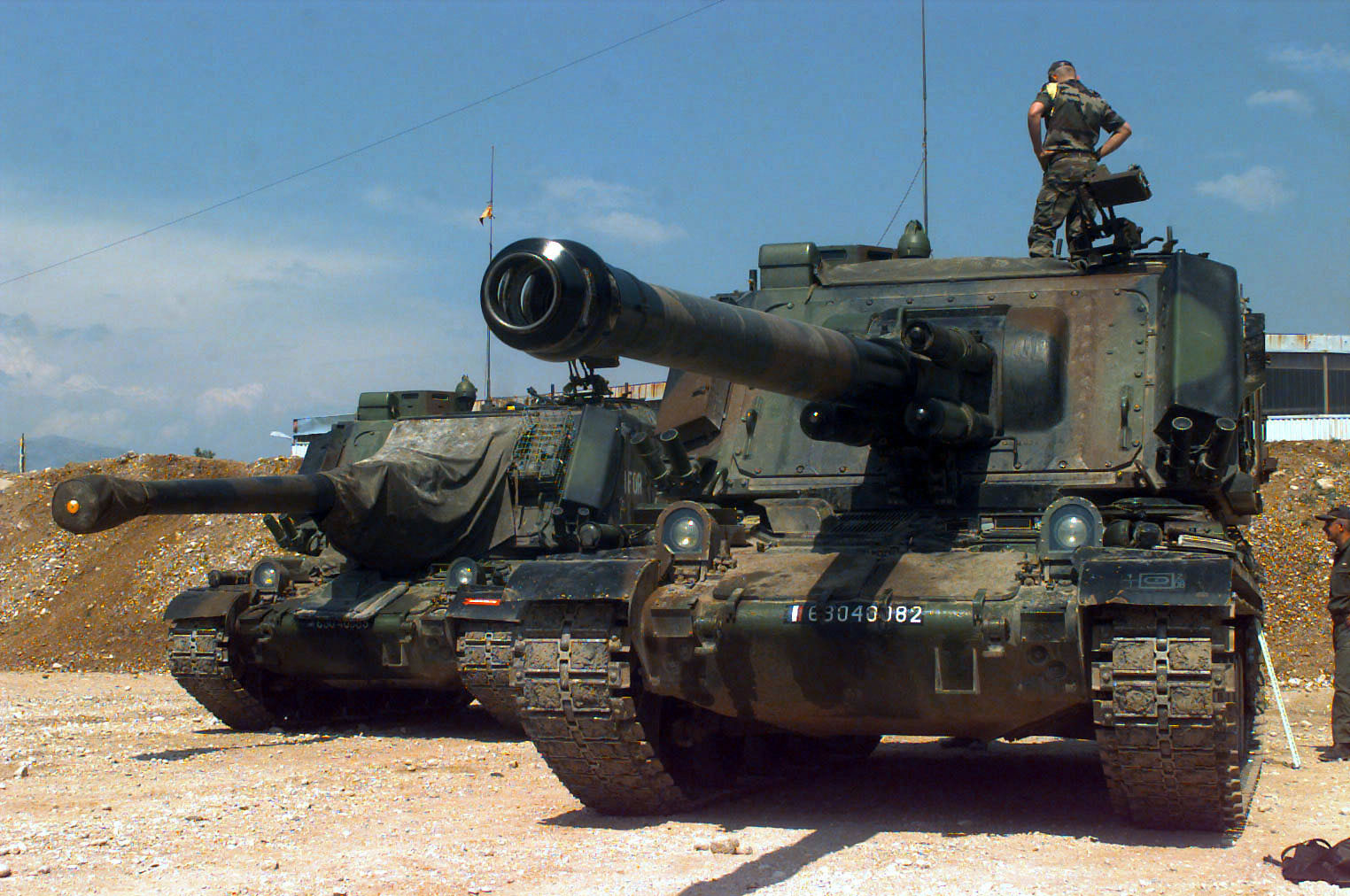
Obuseiros autopropulsados franceses.
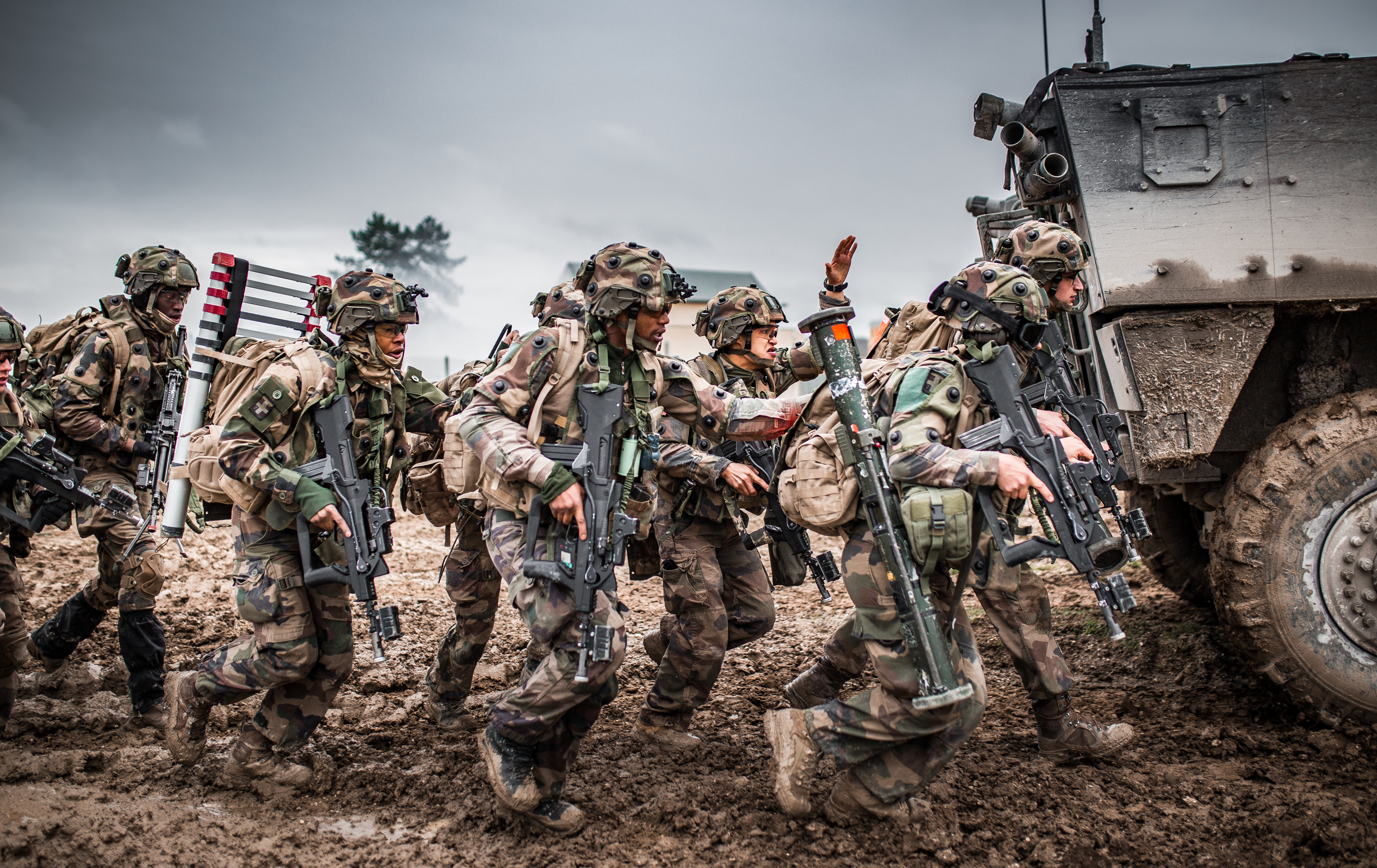
Soldados do 35º Regimento de Infantaria francês.
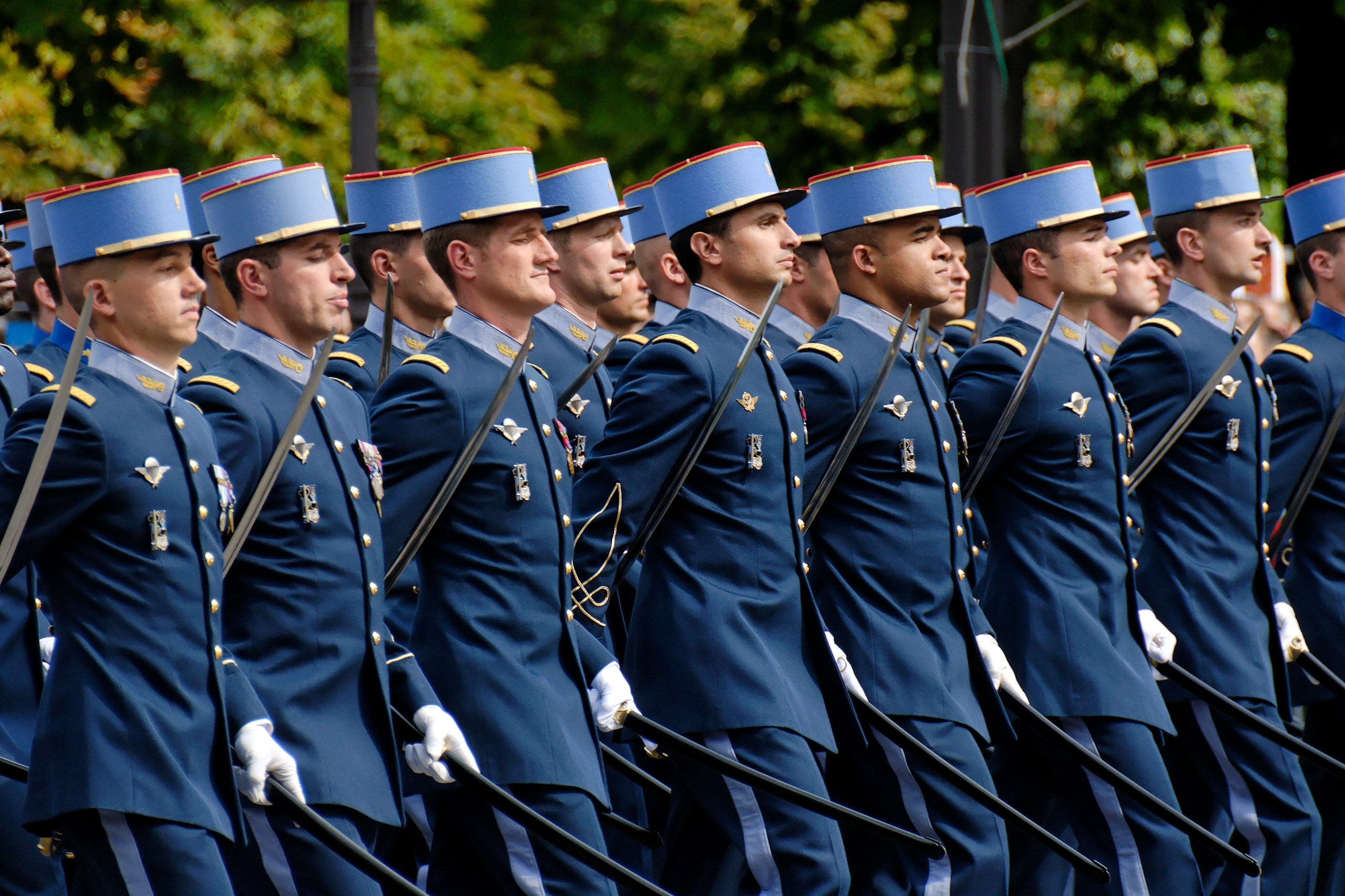
Militares franceses marchando durante as comemorações do Dia da Tomada da Bastilha.
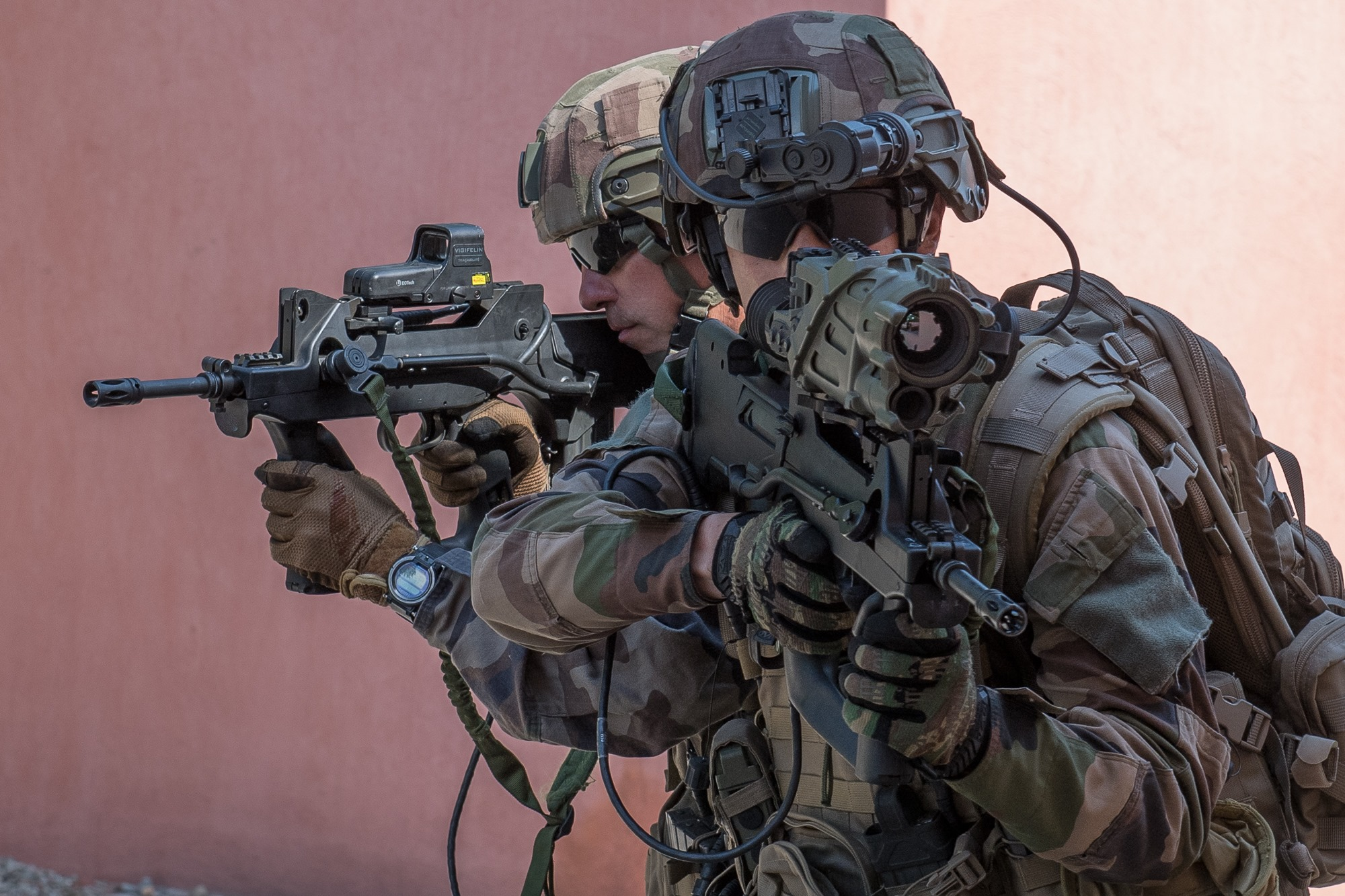
Soldados da França com o sistema de combate FÉLIN.
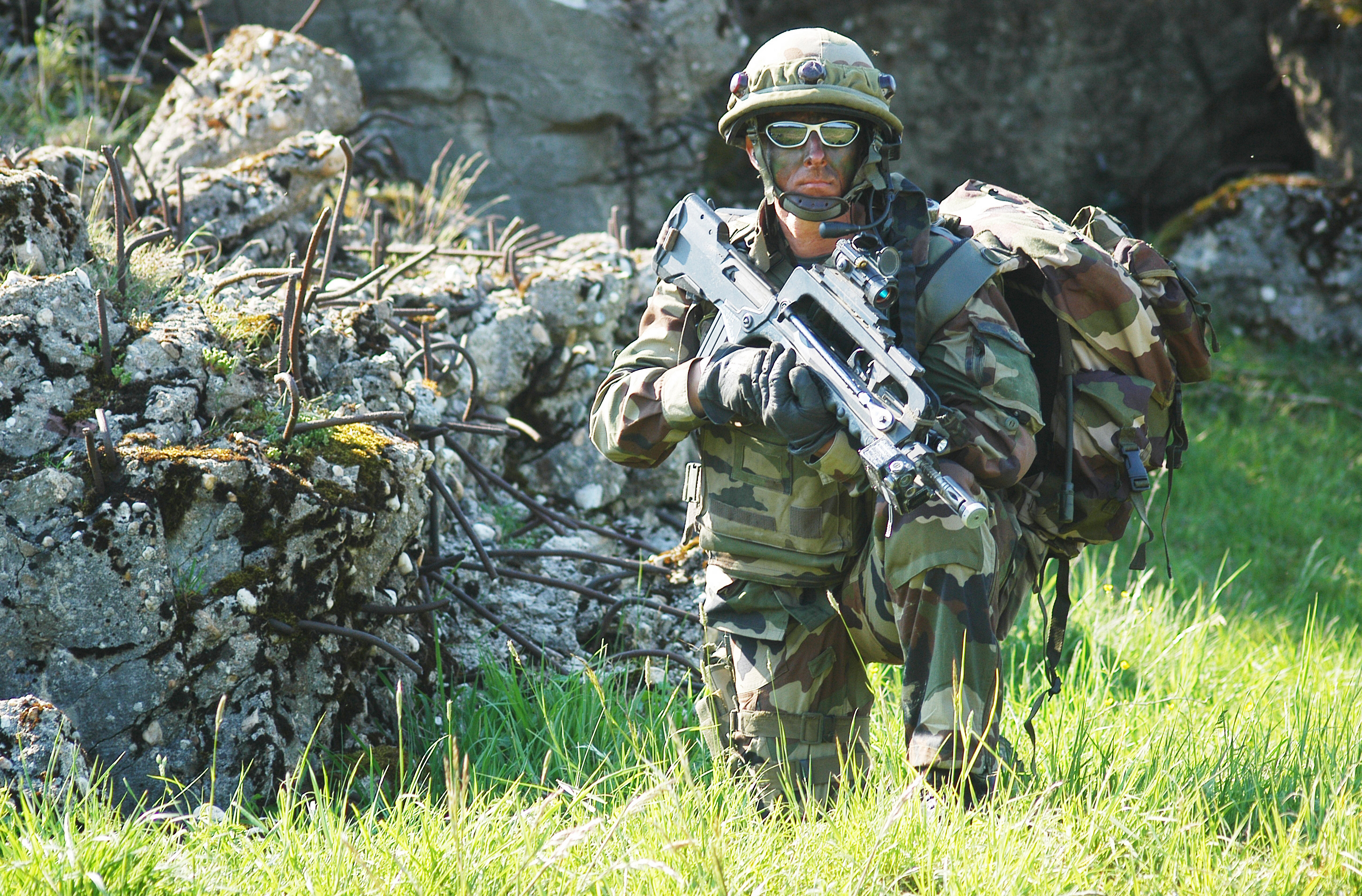
Um militar francês durante um exercício de treinamento.